# Nephrotoma ozenumensis
Nephrotoma ozenumensis är en tvåvingeart som beskrevs av Alexander 1925. Nephrotoma ozenumensis ingår i släktet Nephrotoma och familjen storharkrankar. Inga underarter finns listade i Catalogue of Life.